# Bernsteinküste

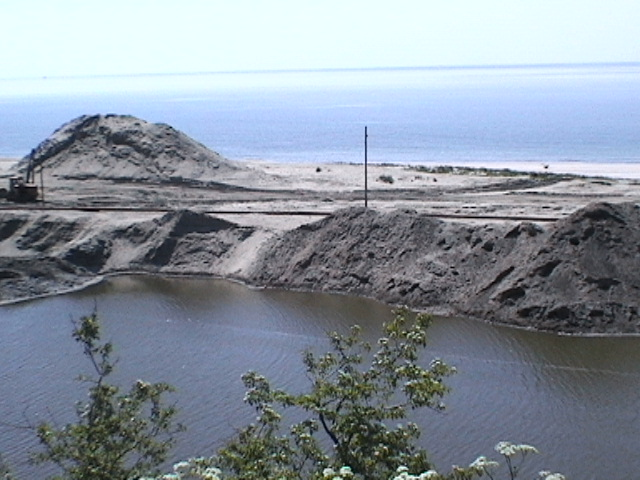
Tagebau in der „Blauen Erde“ bei Jantarny an der Bernsteinküste

Bernsteinküste, zwischen Kurischer Nehrung und Frischer Nehrung am Ostseestrand nordwestlich von Königsberg, auf einer Landkarte von 1910 (siehe linke Bildhälfte).

Die Bernsteinküste ist ein wegen seiner großen Bernsteinvorkommen so bezeichneter Küstenstreifen nordwestlich von Königsberg (Kaliningrad) in der russischen Oblast Kaliningrad. Hier wird Bernstein im Tagebau gewonnen. Schon Tacitus erwähnt in seiner Germania das an dieser Küste lebende Volk der Aesti, das mit Bernstein handelte, und dokumentiert die Bezeichnung glesum (latinisiert glaesum).

## Bernsteinkonzentration
Die hohe Bernsteinkonzentration an der samländischen Küste geht auf die hier verhältnismäßig oberflächennah liegende so genannte Blaue Erde zurück. Dabei handelt es sich um ein marines Sediment, das in einer ausgedehnten Bucht des einstigen eozänen Meeres entstand. Hier lag das Mündungsdelta eines aus dem „Bernsteinwald“ kommenden Flusses (Eridanus), der das fossile Harz mit sich führte. In zeitgenössischen Berichten heißt es, dass in manchen Jahren nach heftigen Herbststürmen derart viel Bernstein an den Strand geworfen wurde, dass dieser mit Pferdefuhrwerken abtransportiert wurde. Im Jahre 1862 sollen am Strandabschnitt zwischen Nodems und Palmnicken an die 4.000 Pfund Bernstein gelegen haben, im Jahre 1911 nördlich von Palmnicken um die 600 kg. Mitte des 19. Jahrhunderts stellte der Oberbergrat Runge Berechnungen an, nach denen die durchschnittliche Jahresausbeute an der eigentlichen Bernsteinküste bei 400 Zentnern gelegen haben soll.

Skizze der Bernsteinküste im Samland mit Angabe der Ortschaften und Andeutung des um 1740 angewandten Verfahrens des Abbaus und Auswaschens von Bernstein an Sandhügeln der Ostseeküste (zeitgenössischer Kupferstich)

Nach den Erfolgen bei der Bernsteinbaggerei im Kurischen Haff, begann das Unternehmen Stantien & Becker im letzten Viertel des 19. Jahrhunderts an diesem Küstenabschnitt damit, unter Einsatz modernster Technik Bernstein im industriellen Maßstab aus den Ablagerungen der Blauen Erde unter dem samländischen Festland von der Steilküste aus im Tiefbau zu fördern. Vorangegangene Abbauversuche anderer Betreiber waren in Ermangelung geeigneter technischer Hilfsmittel stets nur von kurzer Dauer gewesen. Seit 1913 wird in Sichtweite zur Bernsteinküste nahe der Ortschaft Jantarny, dem einstigen Palmnicken, Bernstein im Tagebau gewonnen.
In einer auf amtlichen Quellen der preußischen Monarchie beruhenden Bestandsaufnahme aus dem Jahr 1829 heißt es: „Der schönste Bernstein wird in Groß-Kuhren gefunden, welcher unter einer dünnen rothen Rinde den weißen Bernstein, den seltensten und theuersten von allen Sorten, enthält“.

## Unterschiede zum Binnenland
Auch im Binnenland wird lokal Bernstein in ansehnlichen Mengen gefunden. Beispielsweise wurden Bernsteinkonzentrationen zwischen Berlin und Stettin beim Naturpark Barnim und bei Eberswalde bei Damm- und Kanalbauarbeiten entdeckt. Der heute in diesen Gebieten zu findende Bernstein wurde im Weichsel-Glazial (beginnend vor etwa 115.000 Jahren, endend vor 12.000 Jahren) durch das von Nordosten vordringende Gletschereis transportiert, nachdem dieses mehr oder minder große Schollen der „Blauen Erde“ bei seinem Vordringen aus dem Untergrund des heutigen Samlandes herausgelöst hatte. Nach dem Schmelzen der Gletscher blieben die Schollen bzw. deren mit anderem Geschiebe und Schmelzwassersanden vermischten Reste zurück. Die gewaltigen Schmelzwasserströme haben einen beträchtlichen Teil des vom Eis auf dem Vormarsch aufgenommenen Materials nach dem Rückzug der Gletscher weitertransportiert. Einiges davon ist in diesen Urstromtälern liegen geblieben, vieles aber auch in die sich zu der Zeit allmählich bildenden Ostsee und – aus weiter westlich gelegenen Urstromtälern – in die Nordsee gelangt. Hierin liegt die Ursache, dass heute bei entsprechender Wetterlage Bernstein an die Strände der Nordsee und auch an die Ostseeküstenabschnitte weitab der „Blauen Erde“ des Samlandes gespült wird.
Es ist nicht ausgeschlossen, dass schon die Menschen der Bronzezeit Bernstein auch aus diesen binnenländischen Geschiebeablagerungen kannten und nutzten, möglicherweise lokal sogar Bernstein systematisch durch Duckelbergbau gefördert wurde. Allerdings kann es sich aufgrund der weiter oben geschilderten Ablagerungsbedingungen um vergleichsweise nur geringe Mengen gehandelt haben. Im Wesentlichen wird sich die Gewinnung von Bernstein überwiegend auf das Auflesen oberflächlich zu Tage getretener Stücke beschränkt haben.

## Handelswege zur Bernsteinküste
Archäologen vermuten nahe der Grenze zum heutigen Polen ein Handelszentrum für den Bernstein, das in einer unmittelbaren Beziehung zu einem der alten Handelswege stehen dürfte.
Die Handelswege des als Schmuck, Weihrauch und Medizin begehrten Bernsteins bis zum Mittelmeer nennt man seit langem Bernsteinstraße. Ihre Hauptäste führten von den oben erwähnten Lagerstätten durch Österreich zur Adria, ein westlicher Zweig von Hamburg nach Marseille. An Verkehrsknoten (zum Beispiel nahe der Weichsel und Donau) entstanden frühe Marktorte. In Niederösterreich befestigten die Römer um die Zeitenwende diese uralten Verkehrslinien teilweise zu wetterfesten Römerstraßen.

## Bernsteinküste von Hispaniola
Als Bernsteinküste (Costa de Ambar oder kurz „Costambar“) wird auch der westlich von Puerto Plata gelegene Küstenabschnitt der Dominikanischen Republik bezeichnet, an dem Strandfunde möglich sind und in dessen Nähe aus zahlreichen Minen Dominikanischer Bernstein gefördert wird.